# Спас Джевизов
Спас Андреев Джевизов е български футболист, нападател.

## Кратка биография
Роден е на 27 септември 1955 г. в Пловдив.
Играл е за тимовете на Ботев (Пловдив) (1974-1976, 49 мача, 11 гола), ЦСКА (София) (1976-1984, 205 мача и 96 гола) и Омония (Никозия) (Кипър) (1984-1987).
Шампион на България през 1980, 1981, 1982 и 1983, носител на Купата на България през 1981 (в неофициалния турнир) и през 1983 г. Двукратен шампион на Кипър през 1985 и 1987 г. Голмайстор на България през 1980 с 23 гола за ЦСКА (София) и на Кипър през 1987 г. с 32 гола за Омония. След това три години е треньор на Омония.
През 1994-1995 и през пролетния полусезон на 2000 г. е треньор на ЦСКА. Полуфиналист за КЕШ през 1982 г. с ЦСКА. В евротурнирите има 25 мача и 4 гола за ЦСКА (19 мача с 3 гола за КЕШ и 6 мача с 1 гол за купата на УЕФА).
Има 20 мача и 3 гола за националния отбор, 18 мача и 5 гола за младежкия и 12 мача за юношеския национален отбор. Завършва ВИФ „Георги Димитров“. През 1980 г. получава званието „Заслужил майстор на спорта“. Физически силен футболист, с пробивна мощ и с добра резултатност в играта.
През 2015 г. Спас Джевизов се оттегля от поста си на директор в ДЮШ ЦСКА.

## Успехи

### Отборни
ЦСКА (София)
- А група (4): 1979/80, 1980/81, 1981/82, 1982/83
- Купа на България (2): 1981, 1983

Омония (Никозия)
- Кипърска първа дивизия (2): 1984/85, 1986/87

### Индивидуални
- Голмайстор на А група (1): 1980 (23 гола)
- Голмайстор на Кипърска първа дивизия (1): 1987 (32 гола)